# Georgisch Legioen
Het Georgisch Legioen (Duits: Georgische Legion, Georgisch: ქართული ლეგიონი, k’artoeli legioni) was een eenheid van het Duitse leger dat voornamelijk uit Georgiërs bestond. Het bestond van 1915 tot 1917 (tijdens de Eerste Wereldoorlog) en van 1941 tot 1945 (tijdens de Tweede Wereldoorlog). Door dienst te nemen in dit legioen streefden de Georgiërs onafhankelijkheid van Rusland (tijdens de eerste bestaansperiode) en de Sovjet-Unie (tijdens de tweede periode) na. De Duitse legerleiding had hen dit in het vooruitzicht gesteld.

## 1915 tot 1917
Tijdens de Eerste Wereldoorlog werd het Georgisch Legioen, dat toen 1500 manschappen telde, gelegerd in de Turkse stad Samsun. Friedrich-Werner von der Schulenburg, die van 1911 tot 1914 Duits consul in het Georgische Tbilisi was, was verantwoordelijk voor de rekrutering. Hij wierf met name in een Turks krijgsgevangenenkamp voor Georgiërs en moslims uit de Kaukasus. Von der Schulenburg kreeg bovendien steun van het Comité voor de Onafhankelijkheid van Georgië: een in 1914 door in Duitsland verblijvende Georgische emigranten en studenten opgerichte vereniging. In 1916 werd von der Schulenburg benoemd tot commandant van het Georgisch legioen.
Gedurende de Eerste Wereldoorlog was het Georgisch Legioen zelden bij gevechtshandelingen betrokken. In 1917 werd het legioen opgeheven, nadat spanningen waren ontstaan tussen het Comité voor de Onafhankelijkheid van Georgië en de Turkse regering.

## 1941 tot 1945
In december 1941 werd opnieuw een Georgisch Legioen samengesteld. Het bestond uit Georgiërs die sinds 1921, na het uitroepen van de Georgische Socialistische Sovjetrepubliek naar West-Europa waren gevlucht, en uit krijgsgevangenen uit het Rode Leger die door dienst te nemen in dit legioen konden ontkomen aan de erbarmelijke leefomstandigheden in de Duitse krijgsgevangenenkampen. Het legioen trainde in het westen van Oekraïne en werd in de loop van 1942 actief ingezet. Het bestond in deze periode uit dertien bataljons van maximaal 800 man, die elk uit vijf compagnieën bestonden. Ook in een aantal andere Ostlegionen waren Georgiërs opgenomen.
Aanvankelijk werd het Georgisch Legioen in de Kaukasus en op de Krim ingezet. Veel soldaten deserteerden of sloten zich aan bij regionale opstandbewegingen. Toen de volledige 10e compagnie deserteerde besloot het Oberkommando des Heeres in november 1943 dat het Georgische veldbataljon I./9 wegens onbetrouwbaarheid moest worden opgeheven. Dit besluit werd echter niet uitgevoerd. Wel werd besloten dat de Georgiërs beter in het westen van Europa konden worden ingezet. Vanaf 1944 werden ze vooral in Frankrijk en Nederland ingezet.
In april 1945 voerde het 822e Georgische bataljon de opstand van de Georgiërs op Texel aan. Deze opstand duurde tot 20 mei, twee weken na het officiële einde van de Tweede Wereldoorlog in Europa.